# ستالين الشاب
كتاب ستالين الشاب (الروسية: Молодой Сталин) هو كِتاب يَتحدث عن سيرة الزعيم السوفيتي جوزيف ستالين، ويسلط الضوء على مرحلة غامضة من حياة ستالين وهي مرحلة شبابة. حيثُ يشرح الكتاب كيف عاش ستالين طفولة فقيرة، لكنه تميّز مُنذ سنوات طفولته الأولى بقدر كبير من الذكاء ومَيله نحو الشِعر خاصة الرومانسي مِنه. وكان الشاب ستالين قد أراد مُتابعة دروسِه الجامعية لكنه وجد نفسه في سن مبكرة قد انخرط في العمل الثوري.

## مُحتوى الكتاب
الصورة التي يرسمها مؤلف هذا الكتاب لجوزيف «ستالين الشاب» هو أنه كان يجمع بين صفتان هما المثقف والخارج على القانون. هذه الصِفات جعلت مِنه نموذجاً قابلاً للعب دور هام في روسيا عام 1917، أي في تلك السنة التي انطلقت فيها الثورة البلشفية ضد القياصرة، ويشرح الكتاب الأدوار التي لعبها ستالين في شبابة، منها الكاهن واللصّ والشاعر وزِير النساء ويتم التعرّض في فصول هذا الكتاب القصيرة التي يبلغ عددها حوالي الخمسين عنوانا إلى مختلف جوانب حياة ستالين عندما كان شاباً.
عِلاقاته النِسائية العديدة وعن الأنشِطة الثورية التي مارسها ضد الدولة، وأيضاً عن دورِه الهام في ولادة الحزب البلشفي (الشيوعي) وفي ثورة أكتوبر لعام 1917، جاء هذا الكتاب كـ نتيجة وصل إليها المؤلف من خلال دِراسته للأراشيف والوثائق الخاصة بحياة ستالين. لاسيما تِلك التي جرى فتحها للجمهور منذ فترة وجيزة في كل من روسيا وجورجيا. وأيضا بالاعتماد على مُذكرات العَديد من الشخصيات والشهود الذين عاشوا في تلك الفترة.

احدى رسائل ستالين إلى امة, مقتبسة من كتاب ستالين الشاب